# Saint-Antoine-de-Ficalba
 Saint-Antoine-de-Ficalba  là một xã của tỉnh Lot-et-Garonne, thuộc vùng Nouvelle-Aquitaine, tây nam nước Pháp.